# Megaphobema
Megaphobema is een geslacht van spinnen uit de familie vogelspinnen (Theraphosidae).

## Soorten
De volgende soorten zijn bij het geslacht ingedeeld:
- Megaphobema mesomelas (O. P.-Cambridge, 1892)
- Megaphobema peterklaasi Schmidt, 1994
- Megaphobema robustum (Ausserer, 1875)
- Megaphobema teceae Pérez-Miles, Miglio & Bonaldo, 2006
- Megaphobema velvetosoma Schmidt, 1995